# Bumper (fusée)
Pour l’article homonyme, voir Bumper.
À la suite d'une suggestion du colonel Holger N. Toftoy en juillet 1946 de combiner le missile V2 et la fusée-sonde WAC Corporal, le programme de fusée-sonde américain Bumper est créé le 20 juin 1947 dans les buts :
- d'analyser les techniques de lancement de missiles à deux étages et de leur séparation à haute vitesse,
- de conduire des investigations limitées des phénomènes à haute altitude,
- d'atteindre des vitesses et des altitudes plus grandes qu'auparavant.

Dans l'ensemble, la responsabilité du programme Bumper a été confiée à la General Electric Company et a été incluse dans le projet Hermes (en) (deviendra le missile Redstone,) et le Jet Propulsion Laboratory a été chargé des investigations théoriques nécessaires, de la conception du deuxième étage et de la conception de base du système de séparation. La Douglas Aircraft Company a été chargée de la fabrication du deuxième étage, de la conception détaillée et de la fabrication de pièces spéciales de la fusée V2. Le programme a été officiellement conclu en juillet 1950 après 8 lancements.
Six lancements de Bumper, ainsi que d'autres tirs d'essais de V2, ont été effectués aux White Sands Proving Grounds (devenus ensuite le White Sands Missile Range). En 1949, le Joint Long Range Proving Ground a été établi à cap Canaveral, sur la côte est de la Floride. Le 24 juillet 1950, le lancement de Bumper 8 est devenu le premier de centaines effectués depuis cap Canaveral.

## Historique des lancements

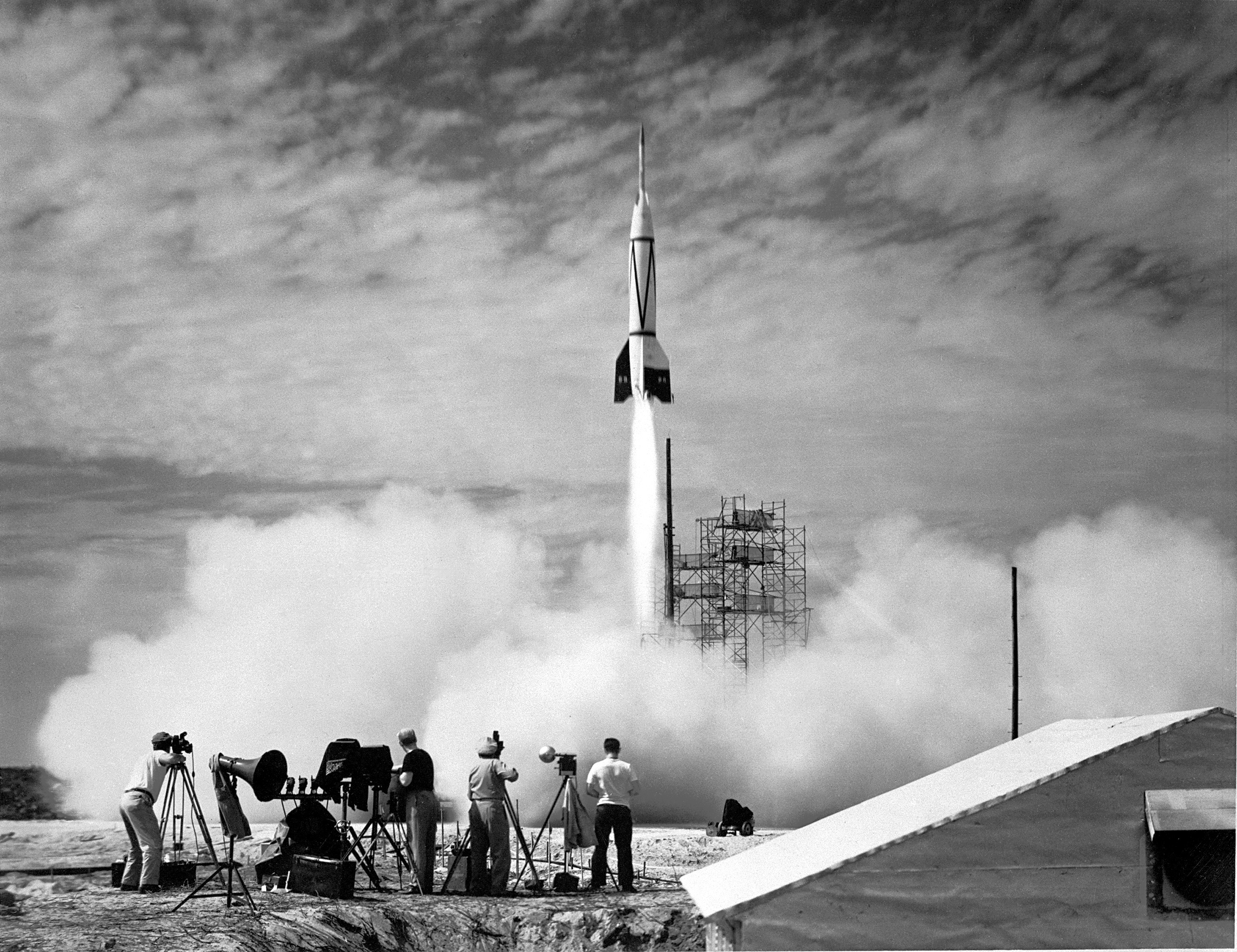
Lancement de Bumper 8, premier effectué à cap Canaveral.

| Nom      | Date              | Site de lancement | Pad    | Altitude maximale (km) | Remarques |
| 1948     |                   |                   |        |                        | |
| Bumper 1 | 13 mai 1948       | White Sands       | Pad 33 | 127,3                  | Coupure prématurée du 2e étage WAC                                                                                        |
| Bumper 2 | 19 août 1948      | White Sands       | Pad 33 | 13,4                   | Échec du premier étage en raison d'une interruption du débit de carburant                                                 |
| Bumper 3 | 30 septembre 1948 | White Sands       | Pad 33 | 150,3                  | Échec de l'étage WAC |
| Bumper 4 | 1er novembre 1948 | White Sands       | Pad 33 | 4,8                    | Explosion à l'arrière du V2                                                                                               |
| 1949     |                   |                   |        |                        | |
| Bumper 5 | 24 février 1949   | White Sands       | Pad 33 | 393                    | Succès. Séparation des étages à 32,2 km                                                                                   |
| Bumper 6 | 21 avril 1949     | White Sands       | Pad 33 | 49,9                   | Coupure prématurée du V2 ; l'étage WAC a échoué sa mise à feu                                                             |
| 1950     |                   |                   |        |                        | |
| Bumper 8 | 24 juillet 1950   | Cap Canaveral     | Pad 3  | 16,1                   | Vol atmosphérique à faible angle de vol, de plus de 320 km de portée. Premier lancement d'une fusée depuis cap Canaveral. |
| Bumper 7 | 29 juillet 1950   | Cap Canaveral     |        | 16,1                   | Vol atmosphérique à faible angle de vol, de plus de 320 km de portée.                                                     |